# 棟別
棟別（[ˈdɔmbʲɛ]）是波蘭的城鎮，位於該國中部，距離科沃18公里，由大波蘭省負責管轄，面積8.86平方公里，2006年人口2,087。第二次世界大戰期間，納粹德國於1941年至1944年期間在該鎮設立集中營。